# Ancienne église Sainte-Catherine de Saint-Clar
L'ancienne église Sainte-Catherine de Saint-Clar est un édifice du culte catholique remontant au XIIe siècle, désaffecté en 1862, qui fut jusqu'à cette date l'église principale de Saint-Clar (Gers), en région Occitanie. Elle est plus connue aujourd'hui comme « l'église de d’Astros », d'après Jean-Géraud d'Astros (1594-1648), poète gascon, qui fut son curé.

## Situation
L'église se trouve au cœur du quartier appelé Castet vielh (« château vieux »), à proximité du château des évêques de Lectoure, et constituant le noyau du village primitif, par opposition à la Bastide neuve liée au « château neuf » qui était celui des seigneurs.

## Histoire

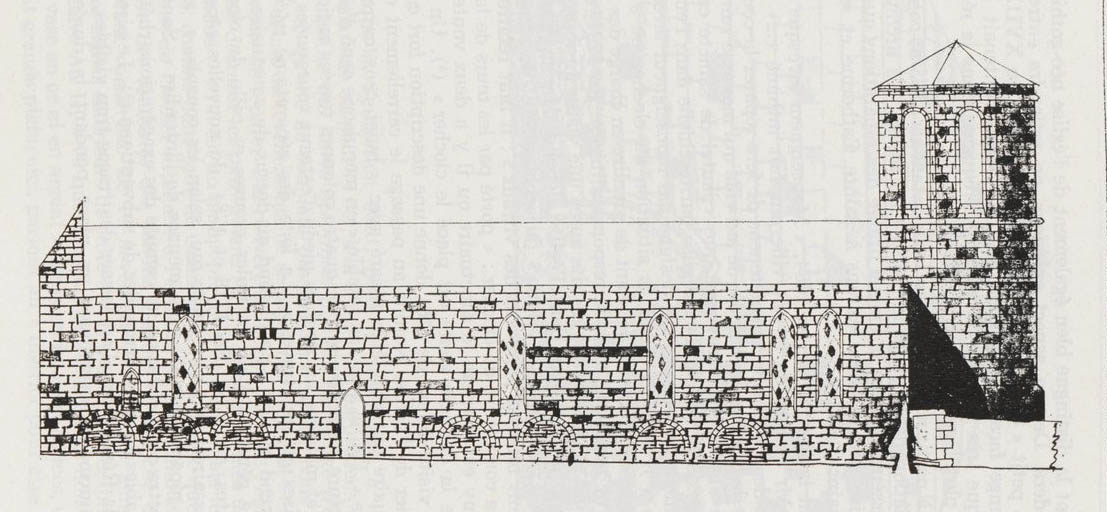
Élévation sud, milieu du XIXe siècle

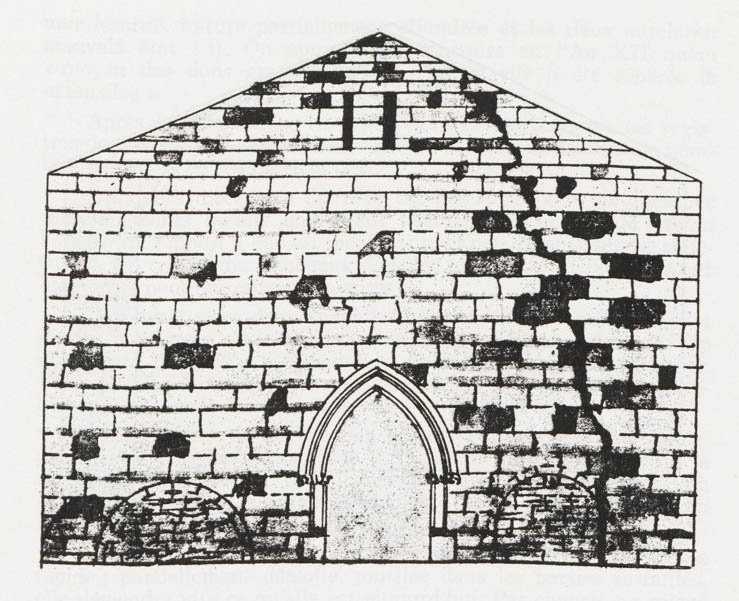
Façade ouest, détruite

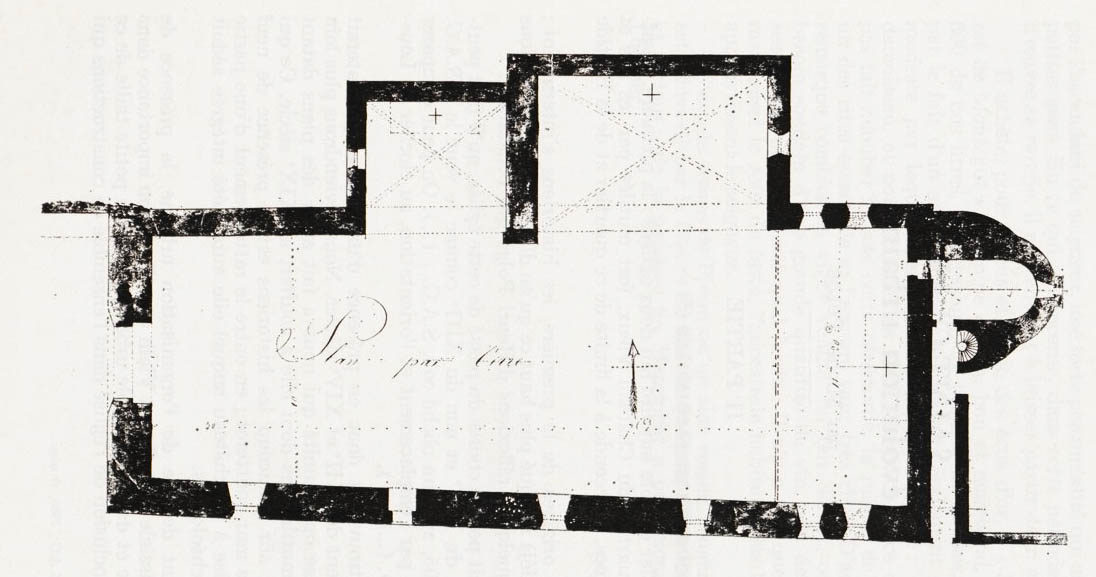
Plan, milieu XIXe siècle

Les origines de l’église sont très controversées. On peut penser qu’elle remonte au XIIe siècle, avec de nombreux remaniements, en particulier au XIVe siècle. Les dégradations qu’elle a subies après sa désaffectation au XIXe siècle ne facilitent pas les choses. Certains historiens ont émis l’hypothèse qu’elle aurait pu faire partie intégrante du château, disparu depuis longtemps mais dont l’emplacement, attenant aux anciens remparts, est connu. Le clocher aurait été une tour du château, dont la base aurait constitué la chapelle.
Les documents d’archives qui ont subsisté concernent des réparations et modifications. On n’est même pas certain, entre sainte Catherine et saint Clair d'Aquitaine, évangélisateur de Lectoure qui a donné son nom à la commune, de savoir à qui l’église était dédiée à l’origine. D’après un texte en latin, la chapelle de sainte Catherine est fondée en 1565. Les réparations à effectuer concernent la toiture du clocher, le carrelage en terre cuite de la nef, le plomb des vitraux à refaire, etc. Il ressort qu’en 1784 l’église est dans un état de dégradation tel qu’on menace de la fermer.
Au début de la Révolution la municipalité réalise encore des travaux. Mais en 1793 on enlève toutes les cloches, sauf celle de l’horloge, pour fournir le bronze des canons. On confisque les objets de culte pour les monnayer. Après un long abandon, le culte reprend vers l’an IV. Des réparations sont effectuées, mais avec l’accroissement de la population ses jours sont comptés : enserrée par de nombreux bâtiments, l’église ne peut pas s’étendre ni être démolie pour céder la place à de nouveaux bâtiments : ce qui lui permettra au moins d’éviter une destruction totale, et de subsister dans son état.
La municipalité cherche un nouvel emplacement pour la nouvelle église et choisit celui du cimetière, à la jonction des deux quartiers du Château vieux et de la Bastide neuve. L’église est bâtie entre 1857 et 1864 dans le style néogothique du Second Empire, sur les plans de l’architecte diocésain Hippolyte Durand (auteur entre autres du château de Monte-Cristo pour Alexandre Dumas et de la basilique de Lourdes).
La dégradation de la vieille église est rapide. La partie comportant l’entrée principale, abritée par son emban, est démolie en 1854 jusqu’au niveau des chapelles. Les enfeus subsistant (trois sur les dix qui existaient auparavant) sont murés. L’état de l’église est connu par les plans relevés par l’entrepreneur Bourrousse avant les ultimes démolitions. Mais néanmoins la ruine s’arrête là. Le local restant va connaître des fortunes diverses, servant de grange, de garage, d’habitation, de salle de cinéma…   
Enfin, l’« église de Dastros » est convertie en un lieu culturel, accueillant désormais diverses manifestations : concerts, spectacles, expositions, avec ou sans rapport avec la médiathèque voisine qui occupe l’emplacement de l’ancien château.

## Architecture

### Extérieur

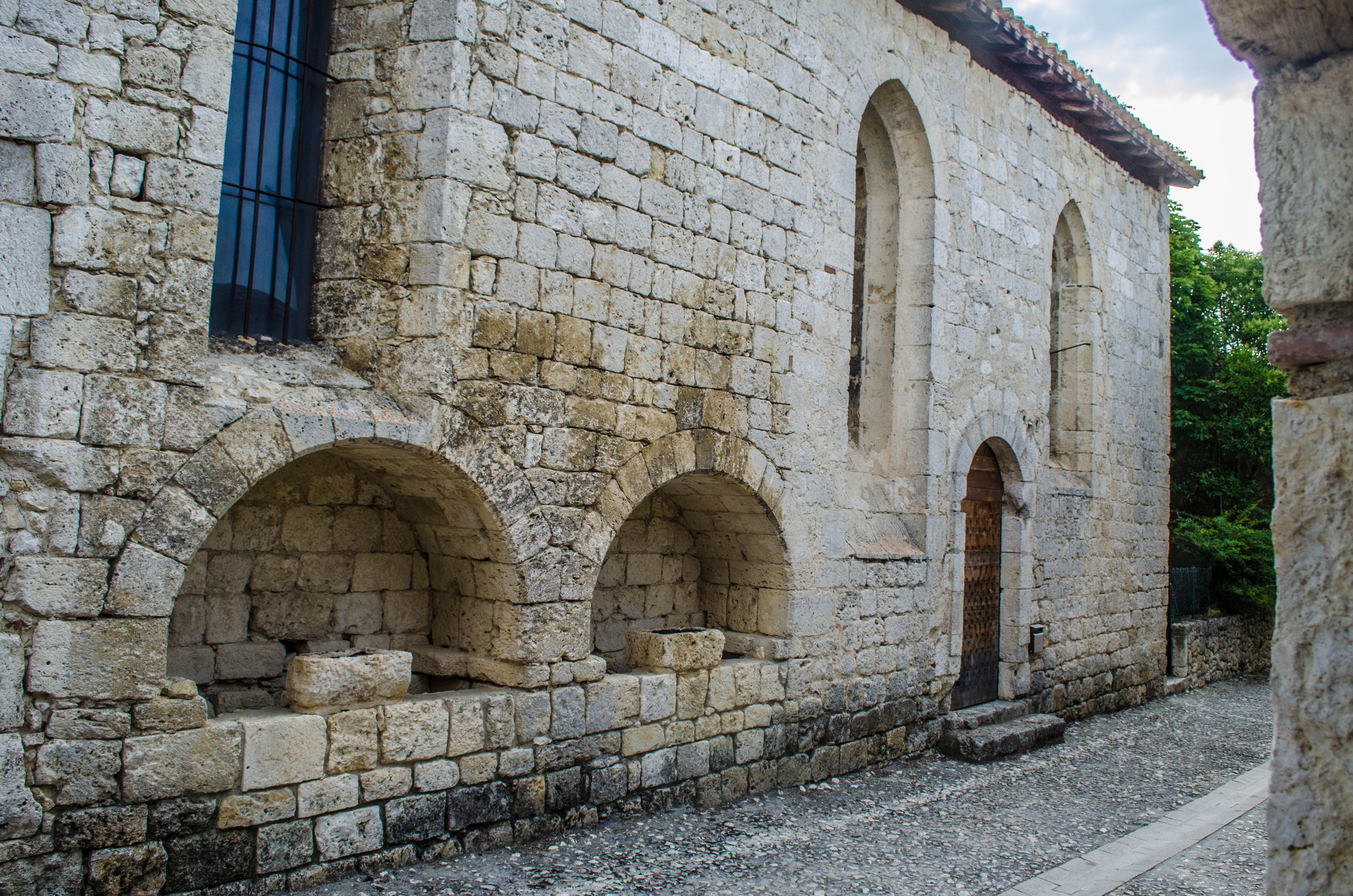
Façade sud

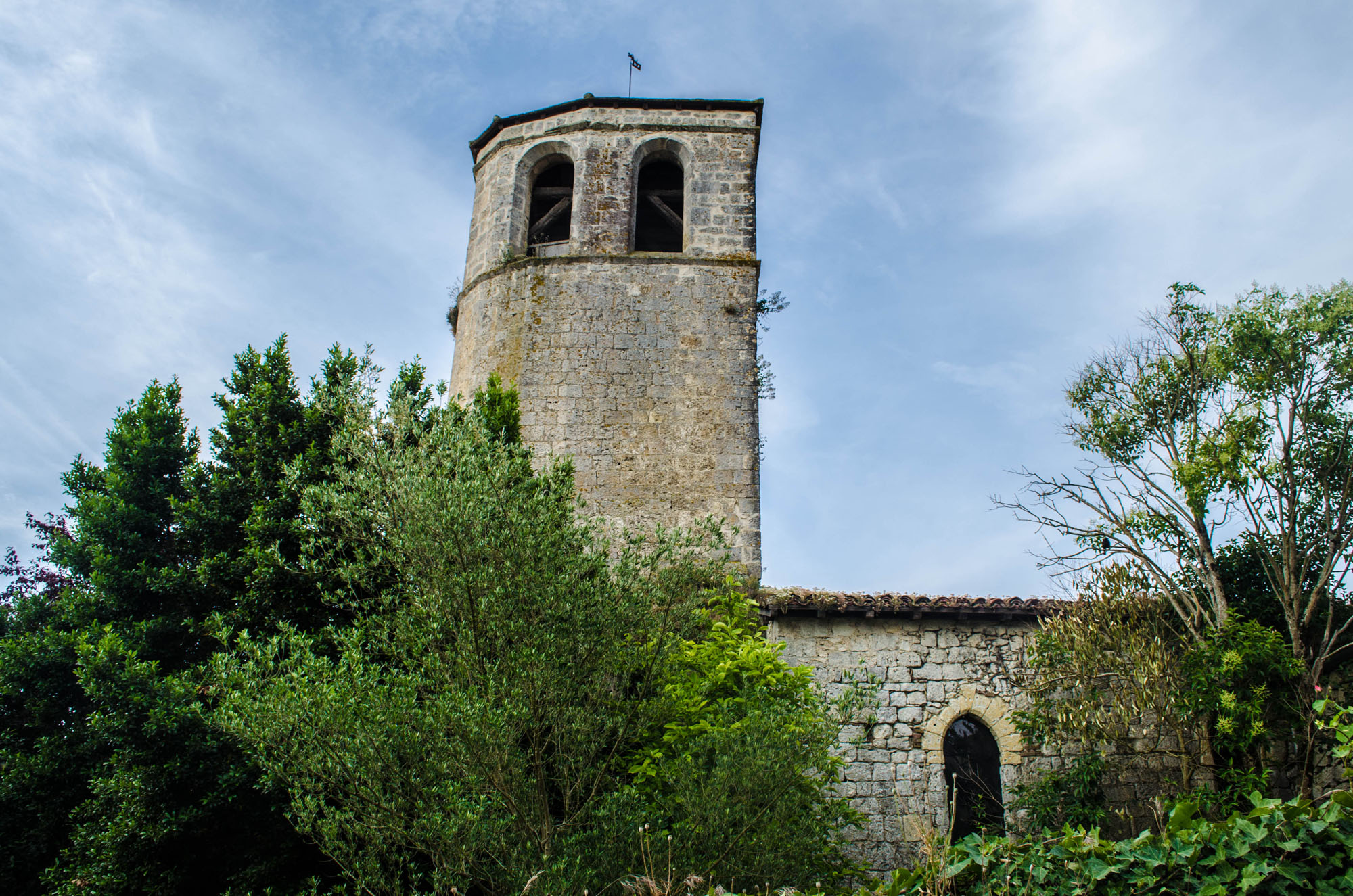
Clocher

Face au square aménagé en l’honneur de Jean-Géraud d’Astros, la façade méridionale de l’église offre un long mur percé de hautes fenêtres. En partie basse se trouvent trois enfeus à arcade en plein cintre, et deux portes médiévales à arcs brisés, plus une porte centrale plus large et plus récente. La partie à l’ouest, où se trouvait l’entrée principale et d’autres enfeus, a été détruite et remplacée par un simple mur.
À l’est se trouve le clocher, présentant une face plane du côté de l’église, des arrondis du côté opposé. Un étage sommital rajouté au XVIe siècle, percé de baies en plein cintre, est de plan polygonal irrégulier du côté arrondi à l’est, incluant une tourelle d’escalier au sud du clocher, et couvert d’un toit de tuiles à faibles pentes. Selon les plans de Bourrousse, il semblerait que le clocher ait été entièrement polygonal, et que les arrondis de sa partie inférieure résultent d’un épaississement ultérieur des murs destiné à les renforcer.

### Intérieur
L’intérieur présente une nef unique, non voûtée, couverte d’une simple charpente. Sur le mur opposé à l’entrée deux chapelles d’apparences différentes, dédiées à saint Clair et à sainte Catherine. L’une d’elles, de dimensions respectables, est couverte d’une croisée d’ogives avec des restes de peinture. La chapelle axiale, relativement étroite, est voûtée en cul-de-four et constitue la base du clocher.
L’édifice a fait l’objet d’une inscription au titre des monuments historiques en 1943.

Chapelles intérieures
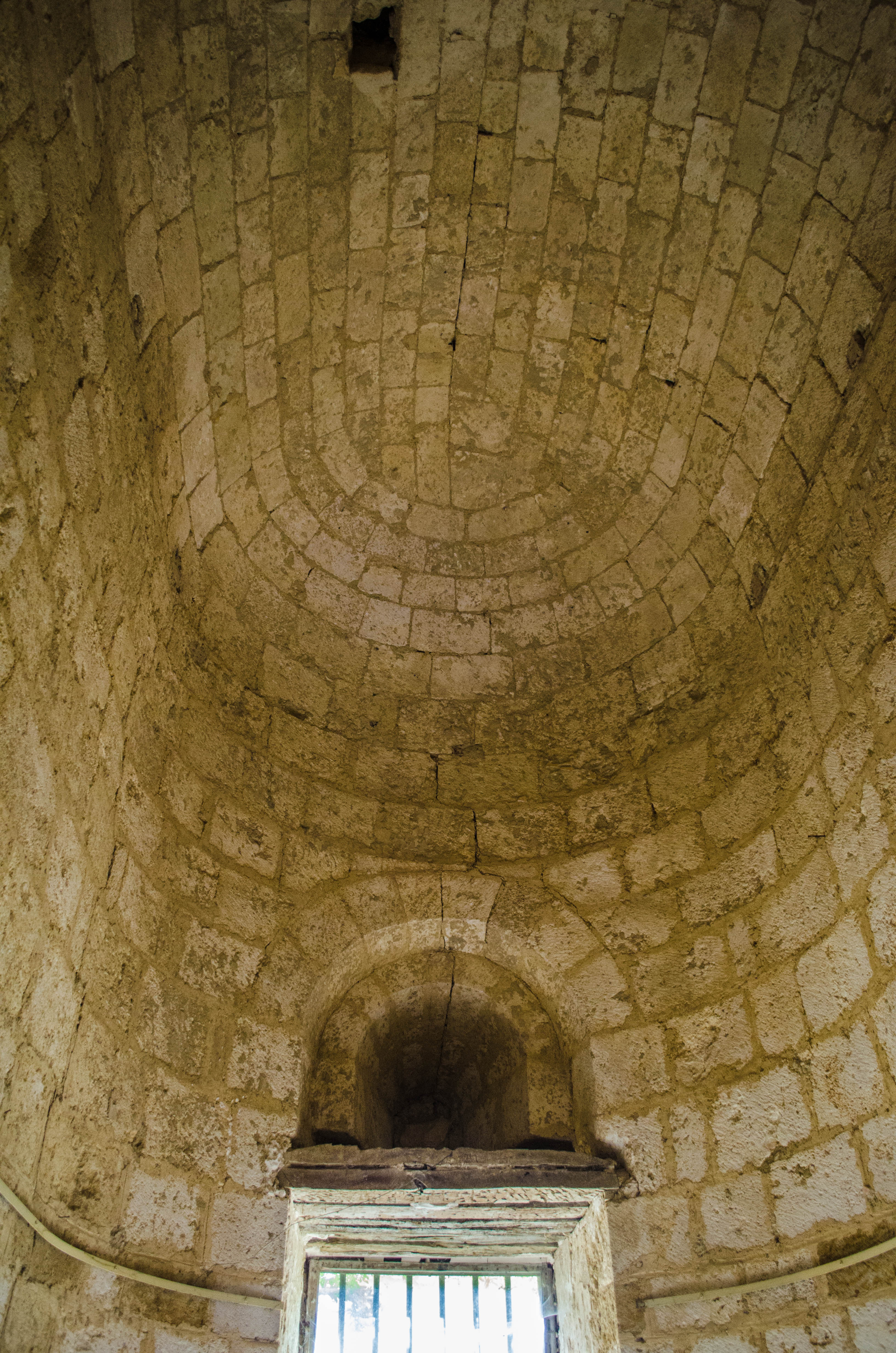
Chapelle axiale
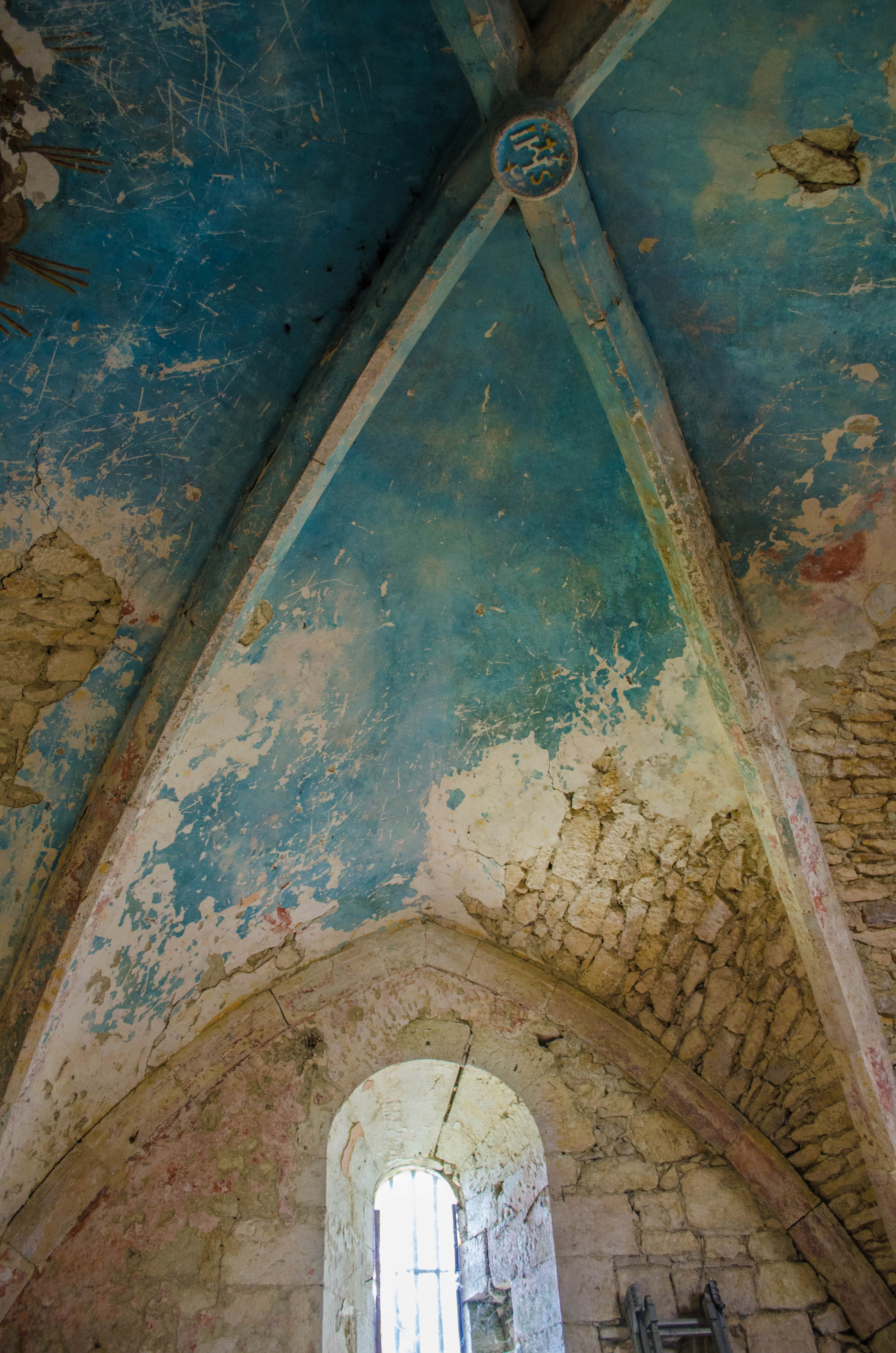
Chapelle latérale